# Шал ла Монтањ
Шал ла Монтањ (фр. Challes-la-Montagne) је насељено место у Француској у региону Рона-Алпи, у департману Ен (Рона-Алпи).
По подацима из 2011. године у општини је живело 175 становника, а густина насељености је износила 22,88 становника/km².

## Демографија
| 1962. | 1968. | 1975. | 1982. | 1990. | 2011. |
| ----- | ----- | ----- | ----- | ----- | ----- |
| 193   | 169   | 135   | 169   | 193   | 175   |